# Epidendrum cordatum
Epidendrum cordatum är en orkidéart som beskrevs av Hipólito Ruiz López och José Antonio Pavón. Epidendrum cordatum ingår i släktet Epidendrum och familjen orkidéer.
Artens utbredningsområde är Peru. Inga underarter finns listade i Catalogue of Life.